# Anelasmocephalus tuscus
Anelasmocephalus tuscus is een hooiwagen uit de familie kaphooiwagens (Trogulidae). De wetenschappelijke naam van Anelasmocephalus tuscus gaat terug op J. Martens & C. Chemini.